# Prusko
Prusko (zastarale a polsky Prusy, německy  Preußen, lat. Borussia, Prutenia, prusky Prūsa, slezsky Praj(z)sko, švédsky Preussen, francouzsky Prusse, maďarsky Poroszország) byl historický státní útvar ve střední Evropě, který měl po několik století zásadní vliv na německé a evropské dějiny. Jeho hlavním městem byl původně Královec, posléze Berlín. Jeho území je dnes rozděleno mezi Německo, Polsko, Rusko a okrajově i Belgii, Dánsko, Česko, a Litvu.
Název Prusko pochází od Prusů, baltských kmenů příbuzných Litevcům a Lotyšům, žijících okolo Gdaňského zálivu. Ve třináctém století bylo původní středověké Prusko dobyto Řádem německých rytířů. V 17. století bylo Prusko připojeno k významnějšímu Braniborskému markrabství a na počátku 18. století, v souvislosti se založením Pruského království, se název „Prusko“ přenesl na celý stát (jehož jádrem bylo však nadále Braniborsko). Ten se díky své vojenské vyspělosti a efektivitě postupně stal evropskou mocností s rozhodujícím vlivem na střední Evropu, jedním z tahounů průmyslové revoluce a vůdčí silou procesu sjednocení Německa. Od roku 1871 byl pruský král zároveň německým císařem.
Po první světové válce a pádu monarchie bylo Prusko transformováno ve Svobodný stát v rámci nové německé Výmarské republiky, po nacistické reorganizaci ve 30. letech ztratilo jako entita na reálném významu. V roce 1947 bylo rozhodnutím spojenecké kontrolní komise Prusko formálně zrušeno.

## Geografie

### Územní vymezení
Původní Prusy představovaly území v jižním Pobaltí mezi dolní Vislou a dolním Němenem (zhruba pozdější Západní a Východní Prusy). Po ovládnutí Braniborskem se stát označovaný jako Prusko rozšířil na rozsáhlé oblasti v severní části tehdejší Svaté říše římské, dnes patřící z většiny Německu (Braniborsko, Šlesvicko-Holštýnsko, Dolní Sasko, Porýní, Vestfálsko aj.), zčásti Polsku (Slezsko, Lubušsko, Pomořany) a okrajově také Belgii (Eupen a Malmédy), Dánsku (jižní okraj) a Česku (Hlučínsko). Mimo Říši patřilo do Pruska ještě zejména Velkopolsko (Poznaňsko), na severovýchodě zasahovalo až na dnešní území Ruska (Kaliningradská oblast) a Litvy (Klajpeda).
V dnešním Německu se v pruském území nacházelo množství enkláv jiných historických panství (Oldenbursko, Brunšvicko-Lünebursko, Meklenbursko aj.). Součástí Pruska byl také Hohenzollern, malé rodové území pruské vládnoucí dynastie v jižním Německu.

## Rané dějiny Prus

### Pohanské Prusy
Již v době před naším letopočtem sídlily ve východním Pobaltí kmeny Prusů. Proto neslo toto území ve středověku název „Prusy“. Prusové zůstali pohany a nevytvořili si státní organizaci. Pokusy pokřesťanštit Prusy zůstaly bezvýsledné. Kromě toho sami začali pořádat loupeživé vpády na polské území.[zdroj?] Mazovský kníže Konrád proto pozval na obranu svého území do země Řád německých rytířů a daroval jim chelmiňskou zemi roku 1226.

### Pruský řádový stát
Roku 1237 se Řád německých rytířů spojil s Řádem mečových bratří, který operoval v Livonsku. Pruské území se tak dostalo do kleští a bylo během následujících 50 let dobyto. Křížových výprav proti Prusům se účastnili i čeští panovníci Přemysl Otakar II. a Jan Lucemburský. Původní pruské obyvatelstvo bylo poněmčeno nebo vyhubeno, Prusy byly kolonizovány zejména německými kolonisty. Roku 1309 se řádové území rozšířilo o Gdaňské Pomoří.
Němečtí rytíři expandovali proti dosud pohanské Litvě i křesťanskému Polsku, které se na obranu proti řádu spojily Krevskou unií do jednoho státního celku roku 1385, kterému vládli Jagellonci. Roku 1410 dosáhlo Polské království významného vítězství nad řádem německých rytířů v bitvě u Grunwaldu. Další porážka čekala slábnoucí řád v třináctileté válce s pruskými městy a Polskem.
V roce 1466 byl uzavřen druhý toruňský mír, podle jehož ustanovení Polsku připadly Prusy královské, s Marienburgem, který byl dosud sídelním městem velmistra řádu, Gdaňskem, Toruní a Elblagem. Hlavním městem zbývajícího řádového území, Prus křižáckých, se stal Königsberg, založený českým králem Přemyslem Otakarem II. Postavení řádového velmistra v Prusích se stále zhoršovalo, neboť polští králové vůči němu stupňovali své nároky.

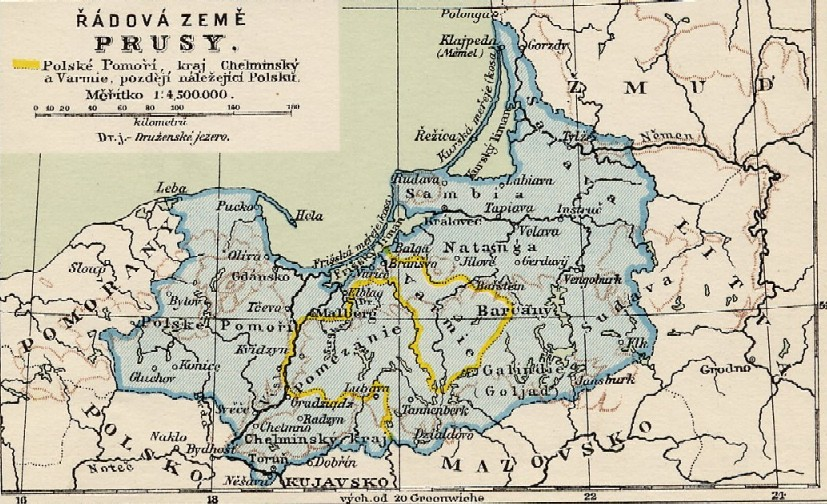
Středověký Pruský řádový stát

V roce 1510 byl velmistrem řádu zvolen Albrecht Braniborský z dynastie Hohenzollernů. O dva roky později byl slavnostně uveden do Königsbergu. Důvodem jeho volby byly příbuzenské vazby na polského krále Zikmunda I. Starého, který byl jeho strýcem. Mezi křižáky a krakovským dvorem tehdy panovaly od uzavření druhého toruňského míru v roce 1466 velmi napjaté vztahy a představitelé řádu se domnívali, že by tak mohli přispět k jejich vylepšení. To se však ukázalo být velkým omylem, neboť ani vztahy mezi Hohenzollerny a jejich polskými příbuznými nebyly dobré.

### Pruské vévodství
Velmistr Albrecht se jako velmistr bezúspěšně snažil o mírové narovnání mezi řádem a polským králem. Ani válka, která probíhala v letech 1519–1521, nedopadla dobře. Proto Albrecht vyřešil kritickou situaci svérázným způsobem a to tak, že přijal roku 1525 luteránskou reformaci a prohlásil se za světského vládce dosud řádového území. Prusy knížecí se poté staly lénem polského krále.
Po smrti vévody Albrechta se pruským vévodou v roce 1568 stal jeho syn Albrecht Fridrich. Ten však v roce 1577 onemocněl a tak se stal regentem Jiří Fridrich Braniborský z Braniborska-Ansbachu (a Braniborska-Kulmachu), který byl posledním mužským členem nejstarších větví dynastie. Jelikož neměl vévoda Albrecht Fridrich žádné syny, stal se následníkem muž jeho dcery braniborský kurfiřt Jan Zikmund, který si již před jeho smrtí vzal za ženu jeho dceru Annu Pruskou. Ten se také po jeho smrti stal nakrátko v letech 1618–1619 pruským vévodou.

### Spojení s Braniborskem
Roku 1618 byly Prusy knížecí spojeny s Braniborským markrabstvím, kde vládli rovněž Hohenzollernové, v jeden stát (Braniborsko-Prusko) se silně německým charakterem. Hlavním městem se stal Berlín. „Velký kurfiřt“ Fridrich Vilém (1640–1688) dosáhl zrušení vazalských závazků a 19. září 1657 velavskou smlouvou i zrušení lenního poměru k Polsku, což bylo uznáno 3. května 1660 olivským mírem i ostatními mocnostmi. Na rozdíl od západní části nového státu se východní část nestala součástí Svaté říše římské národa německého.

## Pruské království

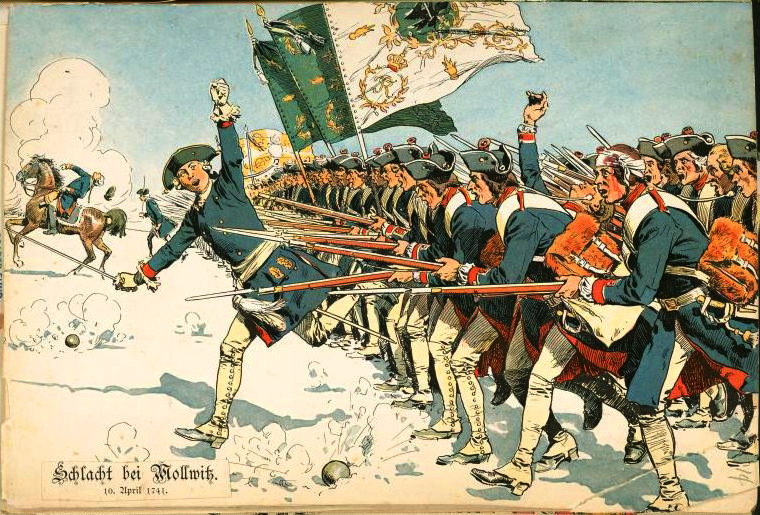
Po Bitvě u Mollwitz (1741) Prusko ovládlo Slezsko, území Koruny české

Dne 18. ledna 1701 se syn Fridricha Viléma, kurfiřt Fridrich III., prohlásil v Königsbergu se svolením polského krále a římskoněmeckého císaře „Králem v Prusku“ jako Fridrich I., čímž založil Pruské království.
Prusko pak ve slezských válkách v letech 1740–1745 získalo od habsburské monarchie většinu Slezska a Kladsko, území původně Koruny české. Tento zisk pak dokázalo ubránit během sedmileté války. To byl počátek mocenského vzestupu Pruska, které se stalo jedním z nejdůležitějších evropských států. V této době mělo Prusko nejen skvěle vycvičenou armádu, ale také efektivní úřednický aparát.
V letech 1772–1795 se Prusko zúčastnilo trojího dělení Polska a získalo tak rozsáhlá území na východě (Varmii, Západní Prusko, Chelmiňsko, Notečsko – Netzedistrikt, Velkopolsko, Kujavsko, Siradzko, Leczycko část Podlesí, a západní a severní Mazovsko včetně Varšavy), kde pak postupně vzniklo Západní Prusko, Nové Východní Prusko a Jižní Prusko.

## Napoleonské války
V období napoleonských válek ztratilo Prusko v bojích proti Napoleonovi a jeho spojencům rozsáhlá území na západě i východě, což si však po porážce Francie vykompenzovalo na Vídeňském kongrese, kde získalo západní část varšavského velkoknížectví, na níž vytvořilo Poznaňsko, severní polovinu Saska včetně Dolní Lužice a severovýchodní poloviny Horní Lužice, a celé Porýní a Vestfálsko. Od Švédska pak smlouvou ze 4. června 1815 získalo severní část Předních Pomořan včetně Rujány. 8. června 1815 pak Prusko spolu s Rakouskem a ostatními německými státy vytvořilo Německý spolek, k němuž však nepatřily jeho 3 nejvýchodnější provincie Poznaňsko, Západní Prusko a Východní Prusko.
Prusko bylo v letech roku 1851 poraženo Dánskem v prusko-dánské válce (1848–1851), v níž chtělo Prusko ovládnout Dánskem kontrolované Šlesvicko s početnou německou menšinou. Roku 1863 pak bylo Šlesvicko začleněno přímo do Dánska, což bylo zjevným porušením Londýnského protokolu z roku 1851, v němž se Dánsko mimo jiné zavázalo ponechat Šlesvicku jeho práva. Důsledkem byla následující dánsko-německá válka. Roku 1864 Prusko s Rakouskem a ostatními německými státy bojovalo proti Dánsku, které chtělo oddělit jím ovládané Holštýnsko a Lauenbursko od Německého spolku (Dánský král byl v rámci personální unie také vévodou Šlesvicka-Holštýnska, ale Holštýnsko bylo spolu s Lauenburskem na rozdíl od severnějšího Šlesvicka členem Německého spolku) a začlenit je do Dánska. V této válce bylo Dánsko poraženo, Šlesvicko se stalo prusko-rakouským kondominiem, Holštýnsko získalo Rakousko a Prusku připadlo Lauenbursko s titulem vévodství.

## Sjednocení Německa

### Prusko-rakouská válka
Spor s Rakouskem o vedoucí úlohu v Německém spolku a o Šlesvicko-Holštýnsko pak vedl roku 1866 k prusko-rakouské válce, v níž bylo Rakousko a jeho spojenci poraženi. Prusko pak kromě anexe celého Šlesvicka-Holštýnska anektovalo rozsáhlá území rakouských spojenců Království Hannoverského, Kurfiřtství Hesenského a Vévodství Nasavského.
V anexi dalšího rakouského spojence království Saského mu zabránilo negativní stanovisko Rakouska a Francie, a Sasko bylo postiženo „pouze“ vysokými reparacemi. Další rakouští spojenci, království Bavorské a Velkovévodství Hesenské, musely postoupit Prusku menší okrajová území. Velkovévodství Hesenské ztratilo okres Biedenkopf, západní část okresu Gießen a nedávno získané Hesensko-Hombursko. Bavorsko bylo nuceno odstoupit Prusku okrajová území ve Francích (okres Gersfeld a část území východně od hesenského města Gelnhausen). Na získaných územích poté Prusko vytvořilo provincie Hannoversko, Hesensko-Nasavsko a Šlesvicko-Holštýnsko.
Prusko se pak stalo zakládajícím spolkovým státem Severoněmeckého spolku, který byl pod jeho hegemonií a v němž mu patřila většina území. Až do konce první světové války pak už mělo stejný rozsah.
V letech 1870–1871 pak Prusko po boku dalších německých států bojovalo proti Francii v prusko-francouzské válce. Dne 18. ledna 1871 se pak stalo největší spolkovou zemí nově založeného Německého císařství s oficiálním názvem Německá říše.

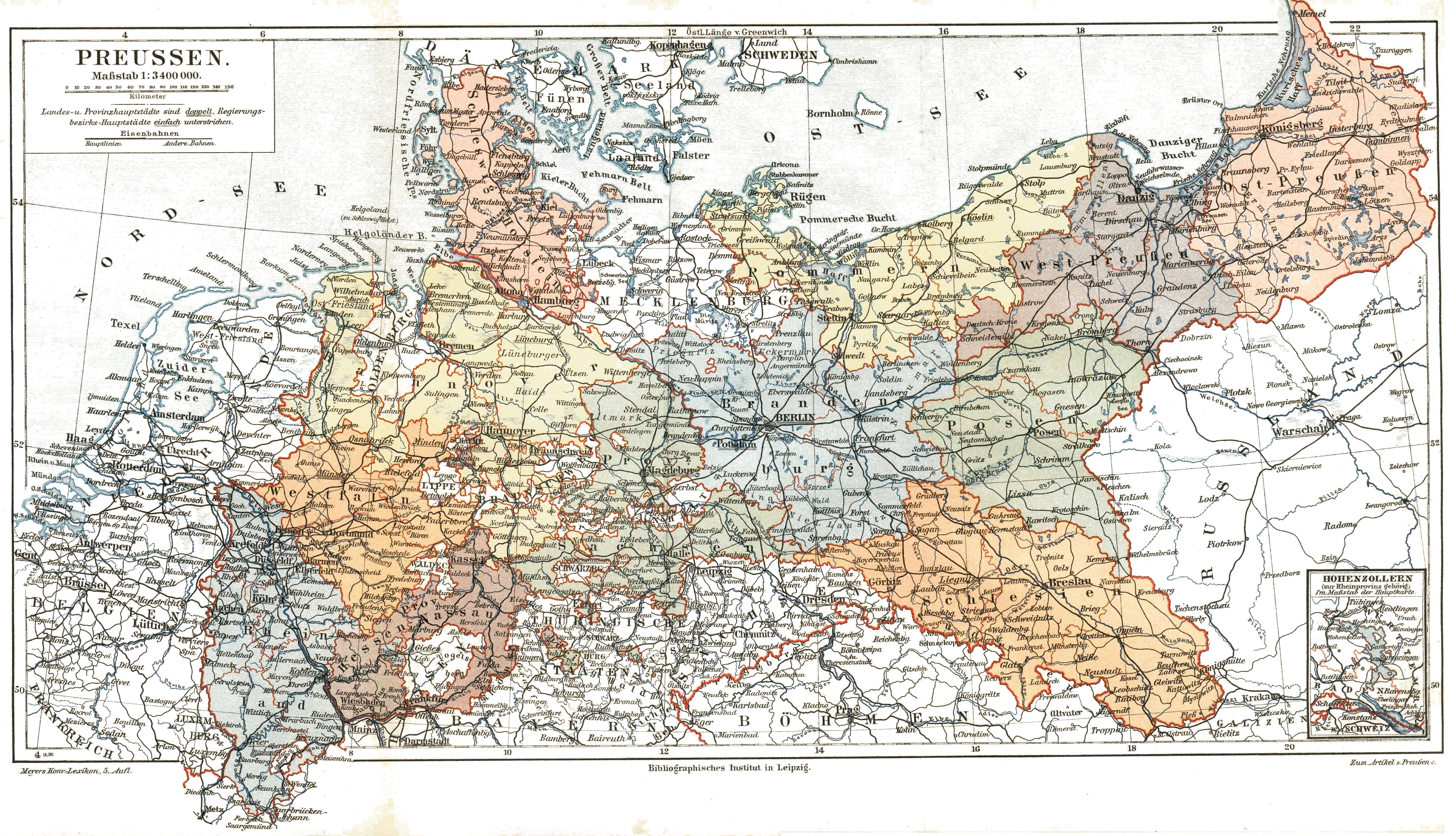
Politická mapa Pruska (před rokem 1905)

### Prusko-francouzská válka
19. července 1870 Francie vyhlásila válku Prusku. Díky spojeneckým smlouvám se přidaly k Prusku armády všech německých států. Francie byla na válku špatně připravena a po bitvě u Sedanu kapitulovala 2. září 1870. Lid ve válce pokračoval, jeho odpor byl zlomen až obležením a ostřelováním Paříže.
Příměří bylo podepsáno v lednu, mírová smlouva pak 10. května 1871. Francie přišla o některá území.

## Německé císařství
Po pádu monarchie roku 1918 tu pak v rámci Výmarské republiky vznikl Svobodný stát Prusko (Freistaat Preußen). V důsledku Versailleského míru ztratilo Prusko rozsáhlá území na východě, severu a západě. Obnovená Litva získala severní část Východního Pruska; obnovené Polsko většinu Západního Pruska a Poznaňska, nepatrnou část Východního Pruska a část Slezska; Československo pak získalo Hlučínsko.
Na západě pak Belgie získala Eupen a Malmédy, na severu získalo Dánsko část Šlesvicka (dnešní dánský okres Jižní Jutsko). Gdaňsk s okolím se stal samostatným státem (Svobodné město Gdaňsk) pod patronací Společnosti národů. Část Porýní se stala součástí Sárska. V letech 1921 a 1929 byl pak do Pruska ve dvou fázích začleněn Svobodný stát Waldeck-Pyrmont.

## Výmarská republika

Pruská vlajka používaná v letech 1918-1933

V důsledku porážky v první světové válce vypukla v Berlíně takzvaná listopadová revoluce, která se rozšířila po celém Německém císařství. Jejím důsledkem bylo, že byly zrušeny či padly všechny německé monarchie včetně Pruského království. Prusko se tak stalo republikou v rámci Výmarské republiky. Roku 1932 došlo ke krizi, která vyvrcholila tzv. Altonskou krvavou nedělí. Té využil Franz von Papen a tvrzením, že pruská zemská vláda nedokázala zajistit v zemi pořádek, si zajistil u Paula von Hindenburga vydání nouzového výnosu ze dne 20. července 1932, jímž došlo k sesazení pruské zemské vlády a nastolení říšského komisaře pro Prusko. Tím se stal právě von Papen. Sesazená zemská vláda se následně odvolala k Říšskému nejvyššímu soudnímu dvoru. Přestože následný rozsudek zrušil rozhodnutí o sesazení dosavadní pruské vlády, netroufali si však zpochybnit právoplatnost nařízení říšského prezidenta.

## Nacistické Německo
Po nástupu Hitlera k moci a následné centralizaci Německa byl pak Svobodný stát Prusko přeměněn v rámci nacistického Německa v pouhou zemi (Land Preußen), zbavenou veškeré autonomie. I nadále zde však až do konce druhé světové války fungovala formální zemská vláda. Na základě zákona „o Velkém Hamburku a dalších územních úpravách“ byl 1. dubna 1937 k Prusku připojen Lübeck, dosud oldenburské exklávy Lübeck a Birkenfeld, dosud hamburská exkláva Cuxhaven jakožto i několik exkláv Meklenburska.

Pruská vlajka používaná za nacistického Německa

Z toho Lübeck, Utinské knížectví a několik meklenburských exkláv byly začleněny do Šlesvicka-Holštýnska; Birkenfeld do Porýní; Cuxhaven do Hannoverska; dvě meklenburské exklávy do Braniborska. Naopak Wilhelmshaven byl předán Oldenbursku; řada obcí v okolí Hamburku byla připojena k Hamburku; exkláva pruské provincie Pomořan, Zetemin byla spolu s několika malými exklávami Braniborska předána Meklenbursku. V souvislosti s výboji třetí říše pak byly během druhé světové války k Prusku dočasně připojeny velké části Polska (Západní Prusko, Poznaňsko, Gdaňsk, Klajpeda, polská část Slezska, severní část Mazovska, Hlučínsko a jiná území).

## Zánik pruského státu
Po skončení druhé světové války bylo Prusko Postupimskou dohodou rozděleno (bez území východně od linie Odra–Nisa, která získalo Polsko a SSSR) mezi 4 spojenecké okupační zóny a v jejich rámci pak bylo Prusko spojenci při následné decentralizaci poválečného Německa rozděleno mezi nově vytvořené země. Formálně pak pruský stát existoval až do 25. února 1947, kdy byl rozhodnutím spojenecké kontrolní komise zrušen.

## Administrativní členění
Hranice Pruského státu se během historie permanentně měnily. Začátkem 18. století se Pruské království skládalo ze 17 zemských částí: Braniborsko, Pomořansko, Prusko, Geldernsko, Klevsko, Moers, Krefeld, Tecklenburg, Lingen, Minden, Marka, Ravensberg, Lippstadt, Magdeburk, Halberstadt, Neuchâtel a Valangin. Roku 1713 byly některé zemské části spojeny do provincií, jiné naopak rozděleny mezi několik provincií. Prusko se nyní členilo na provincie Střední marku, Ukerskou marku, Starou Marku, Novou marku-Pomořany-Kašubsko, Prusko, Geldernsko-Klevsko, Minden-Marka-Ravensberg, Magdeburk-Halberstadt, Neuchâtel a Valangin. Po roce 1740 došlo ještě k několika dalším reformám.
Po Vídeňském kongresu bylo Prusko „Nařízením o zlepšení provinciálního zřízení“ od 30. dubna 1815 rozděleno na 10 provincií (v závorkách hlavní města), které s výjimkou Poznaňska, Východního a Západního Pruska přistoupily k Německému spolku:
1. Provincie Braniborsko (Postupim)
2. Provincie Východní Prusko (Královec)
3. Provincie Západní Prusko (Gdaňsk)
4. Provincie Pomořansko (Štětín)
5. Provincie Slezsko (Vratislav)
6. Provincie Poznaňsko (Poznaň)
7. Provincie Julišsko-Klevsko-Berg (Kolín nad Rýnem)
8. Provincie Velkovévodství Dolní Porýní (Koblenz)
9. Provincie Vestfálsko (Münster)
10. Provincie Sasko (Magdeburg)

Dne 27. června 1822 byly provincie Julišsko-Klevsko-Berg a Velkovévodství Dolní Porýní sloučeny do provincie Porýní, jejíž metropolí se stal Koblenz. V období od 3. prosince 1829 do 1. dubna 1878 byly provincie Západní a Východní Prusko sloučeny do Provincie Prusko s hlavním městem Královec. Tím se počet provincií snížil na 8. Od 5. června 1823 byly provincie zároveň územně samosprávnými celky s řadou kompetencí. V jejich čele stály provinciální sněmy (Provinziallandtage), z počátku označované jako provinciální stavy (Provinzialstände). Sněmy existovaly v Prusku do roku 1933, kdy byly zrušeny nacistickým režimem Adolfa Hitlera.
Dne 7. prosince 1849 odstoupili v obou hohenzollernských knížectvích oba vládcové z místní větve hohenzollernské dynastie, a tak připadlo Hohenzollernsko Prusku, v jehož rámci bylo 12. března 1850 začleněno jako vládní obvod Sigmaringen do Porýní. Později se Hohenzollernsko často označovalo jako Hohenzollernské země a přestože náleželo formálně k Porýní, mělo vlastní sněm.
Dne 20. července 1853 koupilo Prusko od Oldenburska kus země o rozloze 313 ha u řeky Jade, kde se roku 1856 započalo stavbou přístavu, který roku 1869 získal oficiální název Wilhelmshaven. Tento přístav byl již roku 1867 začleněn do nově získané provincie Hannoversko.
Po Prusko-rakouské válce bylo Prusko rozšířeno anexí  území německých států Frankfurtu nad Mohanem, Hannoverska, Hesenska-Kasselska a Nasavska, a menších okrajových částí Bavorska a Hesenska-Darmstadtska. Na těchto nově získaných územích byly vytvořeny nové provincie Hannoversko a Hesensko-Nasavsko. Na rozdíl od ostatních provincií však Hesensko-Nasavsko nemělo až do roku 1920 vlastní provinciální sněm, ale bylo spravováno komunálními sněmy obou nově zřízených vládních obvodů: Kurhesenským a Nasavským komunálními sněmem, přičemž do správní reformy z let 1885–1886 měl vlastní komunální sněm také Frankfurt nad Mohanem. Teprve roku 1920 byly oba komunální sněmy podřízeny nově zřízenému provinciálnímu sněmu Hesenska-Nasavska.
Po První světové válce Prusko utrpělo citelné územní ztráty, následované úpravou správního členění. V jejich důsledku přestaly existovat provincie Poznaňsko a Západní Prusko. Zbytek území Západního Pruska byl rozdělen mezi provincii Východní Prusko a správní obvod Západní Prusko-Poznaňsko, jehož součástí se stal také zbytek Poznaňska. 1. července 1922 byl výše uvedený správní obvod přeměněn v novou provincii Hraniční marka Poznaňsko-Západní Prusko.